# Ischnocnema abdita
Ischnocnema abdita é uma espécie de anfíbio da família Brachycephalidae. Endêmica do Brasil, pode ser encontrada no estado do Espírito Santo.